# Mangifera odorata
Espèce
Classification phylogénétique
Statut de conservation UICN

 DD  : Données insuffisantes
Mangifera odorata, le Kuweni, Manguier à fruit odorant ou Manguier odorant, est une espèce de plantes de la famille des Anacardiaceae, dont le fruit est la mangue odorante.